# Tiout (Marocco)
Tiout  (in arabo تيوت‎?) è un centro abitato e comune rurale del Marocco situato nella provincia di Taroudant, regione di Souss-Massa. Conta una popolazione di 2 920 abitanti (censimento 2014).